# Karen Asrian
Karen Asrian (né le 24 avril 1980 à Erevan ; mort le 9 juin 2008 à Erevan) était un joueur d'échecs arménien, grand maître international  du jeu d'échecs depuis 1998. Triple champion d'Arménie, il obtint son meilleur classement Elo en 2006 avec 2 646 points Elo.

## Biographie et carrière
Asrian a remporté le championnat national arménien à trois reprises, en 1999, 2007 et 2008, et les tournois de Dubaï en 2001 ainsi que le mémorial Tigran Petrossian en 2004.
En 2006, Asrian a fait partie de l'équipe arménienne victorieuse de l'Olympiade de Turin. Il était réputé pour son style solide et son refus de prendre des risques sur l'échiquier. Sa maîtrise des finales faisait de lui un excellent coéquipier.[réf. nécessaire]
En avril 2008, son classement Elo de 2621 faisait de lui le 4e joueur arménien.
Le 9 juin 2008, la fédération arménienne a fait part de la mort de Karen Asrian à 28 ans, à la suite d'une probable crise cardiaque.

## Championnats du monde FIDE
- 1999 (Las Vegas) : éliminé au troisième tour par Aleksandr Khalifman
- 2000 (New Delhi) : éliminé au premier tour par Loek van Wely
- 2001 (Moscou) : éliminé au premier tour par Igor Khenkin
- 2004 (Tripoli) : éliminé au deuxième tour par Michael Adams

## Palmarès
2002
- Olympiade de Bled (troisième échiquier de l'Arménie) : 7,5/12 (médaille de bronze par équipe)

2003
- Championnat d'Europe individuel : 8/13

2004
- open Aeroflot : 5,5/9
- vainqueur du mémorial Petrossian :  6/9
- Open de Dubaï : 5/9
- Championnat d'Europe individuel : 8/13

2005
- Championnat d'Arménie : 7/11
- Open Aeroflot : 5.5/9
- Tournoi international du Karabagh : 4/9
- Championnat d'Europe individuel : 9/13

2006
- Championnat d'Arménie : 5.5/9
- Open Aeroflot : 5,5/9
- Olympiade de Turin (troisième échiquier de l'Arménie) : 5/10 (médaille d'or par équipe)

2007
- vainqueur du championnat d'Arménie : 9,5/13
- Open Aeroflot : 5,5/9
- Championnat d'Europe individuel : 6/11

2008
- vainqueur du championnat d'Arménie : 8/13
- Open de Moscou : 6/9
- Open Aeroflot : 5.5/9
- Championnat d'Europe individuel : 6.5/11